# Federico I di Napoli
Federico d'Aragona (Napoli, 16 ottobre 1451 – Tours, 9 novembre 1504) è stato re di Napoli dal 1496 al 1501.
Era il figlio di Ferdinando I e di Isabella di Taranto; fratello di Alfonso II e zio di Ferdinando II, successe al nipote Ferdinando II, morto precocemente senza eredi nel 1496.

## Biografia

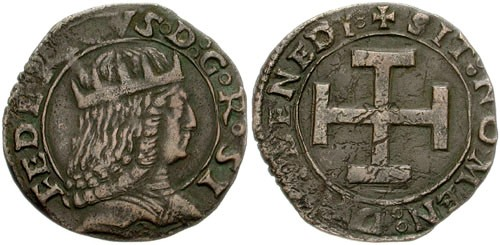
Sestino di Federico

Giovanissimo, era già luogotenente generale della Capitanata, di terra di Bari e di terra d'Otranto.
Durante la congiura filo-francese del 1485, il giovane Principe Federico, inviato dal padre a Salerno quale Ambasciatore di concordia, venne catturato e trattenuto come ostaggio dai baroni ribelli. Una incursione della flotta napoletana, comandata dall'ammiraglio di Sorrento Mariotto Boccia, lo liberò nel 1485.
Anche al momento di succedere a Fernando, quindi con la salita al trono di Federico, non si erano ancora spente le rivendicazioni francesi alla corona di Napoli.
In seguito, dopo Carlo VIII, che nel 1495 aveva invaso il regno, salvo poi essere sconfitto a Fornovo e rientrato in Francia lasciando via libera al giovane sovrano aragonese, anche il suo successore sul trono di Parigi, Luigi XII, avanzò pretese al trono di Napoli.
Nelle sue aspirazioni il re francese trovò l'appoggio di Ferdinando II d'Aragona, cugino di Federico e noto con il nome di Ferdinando il Cattolico. In effetti, con un trattato segreto stipulato a Granada l'11 novembre 1500, i due sovrani concordarono la spartizione del regno, rendendo pubblico il loro accordo l'anno successivo: Campania ed Abruzzo, Napoli compresa, erano destinati a Luigi; Apulia e Calabria a Ferdinando.
Federico, nulla sapendo del trattato di Granada, aprì le fortezze calabresi agli spagnoli affinché lo soccorressero; una volta conosciuto il tradimento del congiunto prese accordi con i Francesi, per cui cedette il regno a Luigi XII di Francia ottenendo in compenso la contea del Maine, da tramandare ai propri eredi, con una pensione vitalizia. Ma l'accordo di Granada non fu mai realmente rispettato: nel 1504 Ferdinando il Cattolico prese il regno con le armi e ne assunse il comando. Nello stesso anno dichiarò l'annessione del regno alla corona di Spagna e lo costituì in vicereame.
Napoli e il meridione d'Italia persero l'indipendenza e restarono così un possedimento diretto di sovrani stranieri per più di due secoli, fino alla conquista dei regni delle Due Sicilie ad opera di Carlo di Borbone nel 1734.
Federico morì a Tours il 9 novembre 1504.

## Aspetto e personalità
(Nuov'aggiunta alli discorsi diversi Tragici et Amorosi occorsi in Napoli o altrove a' napolitani, composta dal M.co M.J. uscita in luce in quest'anno 1718)

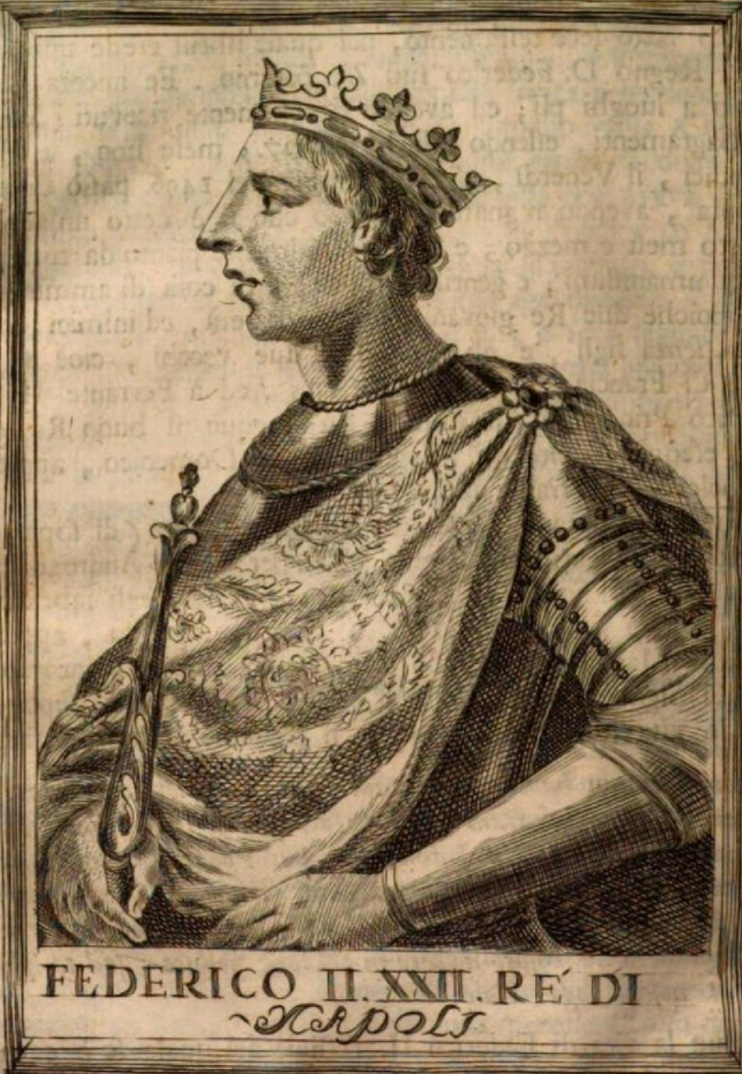
Ritratto di Federico d'Aragona tratta dal libro di Bastian Biancardi Le vite dei Re di Napoli, raccolte succintamente con ogni accuratezza

"Non fu esente dalle fiamme d'amore" e, dopo essere asceso al trono, prese per amante Beatrice, figlia di Vito Pisanello, finché a causa della gelosia della moglie Isabella – la quale meditava di far uccidere la giovane – non fu costretto a darla in sposa a Tiberio Caracciolo, gentiluomo del Seggio Capuano. Fra i suoi favoriti si ricorda Ugo di Cardona, morto nel 1501.
Per il suo carattere debole e remissivo, subiva spesso i soprusi del violento fratello maggiore Alfonso II: una volta, "per aver detto che il regno toccava a lui, fu preso da Alfonso presso Altamura per la zazzera" e, trascinato giù da cavallo, ne "ebbe boffettoni e schiaffi". Ancora nel 1494, durante una cerimonia religiosa a Taranto, nella chiesa erano state predisposte due sedie: una per ciascun fratello; quando Alfonso seppe che la seconda sedia era per Federico, con un calcio la buttò giù dal palco, "mostrando sdegno che l'havesse vogiuo esser so equal", e per umiliarlo volle che fosse Federico stesso ad abbassarsi per togliergli gli speroni dagli stivali e che gli tenesse la staffa quando rimontò a cavallo. Per queste ragioni si ebbe il sospetto che, per rivalsa e per desiderio d'essere incoronato re, avesse fatto morire il nipote Ferrandino.

## Discendenza
Come suo padre, anche Federico fu sposato due volte.
L'11 settembre 1478, a Milano, sposò Anna di Savoia (1455 – 1480), figlia del duca Amedeo IX di Savoia e di Iolanda di Valois, dalla quale ebbe una figlia:
- Carlotta d'Aragona (1480 – 1506), andata sposa nel 1500 a Guido, Conte di Laval († 1531).

Morta Anna nel 1480, il 28 novembre 1486 ad Andria Federico sposò in seconde nozze Isabella del Balzo, figlia di Pirro del Balzo duca d'Andria, morta a Ferrara il 22 maggio 1533. Dall'unione nacquero cinque figli:
- Ferdinando d'Aragona, Duca di Calabria (Andria, 15 dicembre 1488 – Valencia, 26 ottobre 1550);
- Giulia (1492 – 1542), andata sposa a Giovanni Giorgio, marchese del Monferrato (1488 – 1533);
- Isabella (1496 – 1550);
- Alfonso (1498 – 1515), penultimo figlio di Federico, morì nel 1515 in Francia, quando provava a rientrare dalla madre che viveva esule a Ferrara e "deposto sta in Santa Clara dalle clarisse di Grenoble"[7];
- Cesare (1502 – 10 dicembre 1520), ultimogenito dei reali di Napoli, morì diciannovenne nel 1520 e le sue spoglie riposano nel Monastero delle Clarisse del Corpus Domini di Ferrara.

## Ascendenza
|                           |                               |                                | Genitori                       |  |  | Nonni |  |  | Bisnonni                |  |  | Trisnonni               |  |
|                           |                               |                                |                                |  |  |       |  |  | Ferdinando I di Aragona |  |  | Giovanni I di Castiglia |  |
|                           |                               |                                |                                |  |  |       |  |  | Ferdinando I di Aragona |  |  | Giovanni I di Castiglia |  |
|                           |                               | Eleonora d'Aragona             |                                |  |  |       |  |  | Ferdinando I di Aragona |  |  |                         |  |
| Alfonso V d'Aragona       |                               |                                |                                |  |  |       |  |  | Ferdinando I di Aragona |  |  |                         |  |
|                           |                               | Eleonora d'Alburquerque        | Sancho Alfonso d'Alburquerque  |  |  |       |  |  |                         |  |  |                         |  |
|                           |                               | Eleonora d'Alburquerque        | Sancho Alfonso d'Alburquerque  |  |  |       |  |  |                         |  |  |                         |  |
|                           |                               | Eleonora d'Alburquerque        | Beatrice del Portogallo        |  |  |       |  |  |                         |  |  |                         |  |
| Ferdinando I di Napoli    |                               | Eleonora d'Alburquerque        |                                |  |  |       |  |  |                         |  |  |                         |  |
|                           |                               | Enrico Carlino                 | …                              |  |  |       |  |  |                         |  |  |                         |  |
|                           |                               | Enrico Carlino                 | …                              |  |  |       |  |  |                         |  |  |                         |  |
|                           |                               | Enrico Carlino                 | …                              |  |  |       |  |  |                         |  |  |                         |  |
| Gueraldona Carlino        |                               | Enrico Carlino                 |                                |  |  |       |  |  |                         |  |  |                         |  |
|                           |                               | Isabella Carlino               | …                              |  |  |       |  |  |                         |  |  |                         |  |
|                           |                               | Isabella Carlino               | …                              |  |  |       |  |  |                         |  |  |                         |  |
|                           |                               | Isabella Carlino               | …                              |  |  |       |  |  |                         |  |  |                         |  |
| Federico d'Aragona        |                               | Isabella Carlino               |                                |  |  |       |  |  |                         |  |  |                         |  |
|                           | Deodato II di Clermont-Lodève | Bérenger VI de Clermont-Lodève |                                |  |  |       |  |  |                         |  |  |                         |  |
|                           | Deodato II di Clermont-Lodève | Bérenger VI de Clermont-Lodève |                                |  |  |       |  |  |                         |  |  |                         |  |
|                           | Deodato II di Clermont-Lodève | …                              |                                |  |  |       |  |  |                         |  |  |                         |  |
| Tristano di Chiaromonte   | Deodato II di Clermont-Lodève |                                |                                |  |  |       |  |  |                         |  |  |                         |  |
|                           |                               | Isabella di Roquefeuil         | Arnaud III de Roquefeuil       |  |  |       |  |  |                         |  |  |                         |  |
|                           |                               | Isabella di Roquefeuil         | Arnaud III de Roquefeuil       |  |  |       |  |  |                         |  |  |                         |  |
|                           |                               | Isabella di Roquefeuil         | Hélène de Gourdon de Castelnau |  |  |       |  |  |                         |  |  |                         |  |
| Isabella di Chiaromonte   |                               | Isabella di Roquefeuil         |                                |  |  |       |  |  |                         |  |  |                         |  |
|                           |                               | Raimondo Orsini del Balzo      | Nicola Orsini                  |  |  |       |  |  |                         |  |  |                         |  |
|                           |                               | Raimondo Orsini del Balzo      | Nicola Orsini                  |  |  |       |  |  |                         |  |  |                         |  |
|                           |                               | Raimondo Orsini del Balzo      | Giovanna di Sabrano            |  |  |       |  |  |                         |  |  |                         |  |
| Caterina Orsini del Balzo |                               | Raimondo Orsini del Balzo      |                                |  |  |       |  |  |                         |  |  |                         |  |
|                           |                               | Maria d'Enghien                | Giovanni d'Enghien             |  |  |       |  |  |                         |  |  |                         |  |
|                           |                               | Maria d'Enghien                | Giovanni d'Enghien             |  |  |       |  |  |                         |  |  |                         |  |
|                           |                               | Maria d'Enghien                | Sancia del Balzo               |  |  |       |  |  |                         |  |  |                         |  |
|                           |                               | Maria d'Enghien                |                                |  |  |       |  |  |                         |  |  |                         |  |

## Nella cultura di massa
- Nella serie I Borgia Federico è interpretato da Richard McCabe e doppiato da Marco Mete.[senza fonte]